# Фоштом
Фоштом (перс. فشتم) — село в Ірані, у дегестані Лулеман, у бахші Кучесфаган, шагрестані Решт остану Ґілян. За даними перепису 2006 року, його населення становило 2076 осіб, що проживали у складі 629 сімей.

## Клімат
Середня річна температура становить 14,54°C, середня максимальна – 28,59°C, а середня мінімальна – -0,29°C. Середня річна кількість опадів – 1199 мм.
| Клімат поселення                              | Клімат поселення | Клімат поселення | Клімат поселення | Клімат поселення | Клімат поселення | Клімат поселення | Клімат поселення | Клімат поселення | Клімат поселення | Клімат поселення | Клімат поселення | Клімат поселення | Клімат поселення |
| Показник                                      | Січ.             | Лют.             | Бер.             | Квіт.            | Трав.            | Черв.            | Лип.             | Серп.            | Вер.             | Жовт.            | Лист.            | Груд.            |                  |
| Середній максимум, °C                         | 8,77             | 9,24             | 11,82            | 17,90            | 21,90            | 25,52            | 28,59            | 28,21            | 25,06            | 21,20            | 16,74            | 12,40            |                  |
| Середня температура, °C                       | 4,24             | 4,72             | 7,31             | 13,38            | 17,33            | 21,00            | 24,30            | 23,92            | 20,76            | 16,90            | 12,45            | 8,11             |                  |
| Середній мінімум, °C                          | −0,29            | 0,19             | 2,78             | 8,86             | 12,81            | 16,49            | 20,00            | 19,63            | 16,47            | 12,60            | 8,15             | 3,80             |                  |
| Норма опадів, мм                              | 119              | 97               | 88               | 47               | 47               | 32               | 32               | 63               | 136              | 211              | 180              | 147              |                  |
| Середньомісячна швидкість вітру, м/с          | 2.30             | 2.40             | 2.40             | 2.37             | 2.38             | 2.57             | 2.61             | 2.30             | 2.10             | 2.12             | 2.00             | 2.05             |                  |
| Середньомісячна сонячна радіація, кДж/м²·день | 6881             | 8972             | 10941            | 15512            | 19738            | 21776            | 22474            | 18927            | 15432            | 10744            | 8563             | 6586             |                  |
| --------------------------------------------- | ---------------- | ---------------- | ---------------- | ---------------- | ---------------- | ---------------- | ---------------- | ---------------- | ---------------- | ---------------- | ---------------- | ---------------- | ---------------- |
| Джерело:                                      |                  |                  |                  |                  |                  |                  |                  |                  |                  |                  |                  |                  |                  |